# Tosarhombus smithi
Tosarhombus smithi är en fiskart som först beskrevs av Nielsen, 1964.  Tosarhombus smithi ingår i släktet Tosarhombus och familjen tungevarsfiskar. Inga underarter finns listade i Catalogue of Life.